# ارنست کینگ
 ارنست کینگ (انگلیسی: Ernest King؛ ۲۳ نوامبر ۱۸۷۸ – ۲۵ ژوئن ۱۹۵۶) یک فرد نظامی اهل ایالات متحده آمریکا بود. وی بنیانگذار ناوگان دهم ایالات متحده آمریکا بود.